# Матрёно-Василевка
Матрёно-Василевка (укр. Матроно-Василівка) — село в Казанковском районе Николаевской области Украины.
Основано в 1922 году. Население по переписи 2001 года составляло 36 человек. Почтовый индекс — 56062. Телефонный код — 5164. Занимает площадь 0,28 км².

## Местный совет
56062, Николаевская обл., Казанковский р-н, с. Александровка, ул. Советская, 21